# Дорийци
Дорийци (на старогръцки: Δωριεῖς, ед. число на старогръцки: Δωριεύς) е древногръцко племе наред с ахейците, йонийците и еолийците. Свързани са с областта Дорида.
Според митовете, дорийците нахлуват в Елада от Север. Те стигат до полуостров Пелопонес и покоряват местното население (впоследствие това са илотите). В резултат на нашествията им, предхождащото ахейско и друго население на Гърция с времето е покорено или изтласкано от тях в други области, като западното крайбрежие на Мала Азия.
Дорийците говорят диалект на старогръцкия език, който носи името „дорийски“, заедно с еолийски и йонийски -  един от старогръцките диалекти, за които има сведения от класическия период

## Произход
Според гръцката митология те произлизат от Дор, син на Елин – митичният патриарх на елините. Възможно е името им да има връзка и с това на нимфата Дорида.
Произходът на дорийците не е изяснен. Според една хипотеза, разпространявана още в Древността, те произхождат от планинските райони на Северна Гърция, Македония и Епир и по неясни причини поемат на юг към Пелопонес, към някои от егейските острови, към Магна Греция, Кипър и Крит.
Косвени сведения за дорийците дава дорийският старогръцки диалект – той се разпространява от планината Пинд към Пелопонес, на Крит и някои острови. Географски и други данни от Илиада, както и административни записки от някогашни микенски селища сочат, че поне в официалните записи в Пелопонес т.нар. източногръцки диалект е заменен със западногръцки. Кореспондиращото историческо събитие древните наричат Завръщането на Хераклидите, а съвременните учени Дорийско нашествие.
Съществува остаряла хипотеза в науката, според която дорийското нашествие се датира около 1200 г. пр. Хр. и дорийците донасят на Балканите уменията да се обработва желязото. Според тази хипотеза, именно дорийците са индоевропейското население, което е в основата на древногръцката култура, докато старото ахейско население не е индоевропейско. Тази хипотеза отдавна е оборена с разчитането на микенското писмо, линеар Б, което се оказва гръцко, и съвременната наука разглежда конкретно тезата за коренното различие между двата народа, като мит в науката, интерпретирайки мита за дорийското нашествие като отглас от вътрешните миграции, протекли на Балканите във връзка с бронзовия колапс – обществено икономически срив, протекъл във връзка със смяната на технологиите и преминаването от масово използване на бронз към активна обработка на желязо и мащабно разпространение на употребата му.

## Дорийците в културната история на Гърция
Има стил в изкуството и културата, характерен за Южна Гърция и нейните колонии, известен като дорийски стил и развит след териториалната експанзия на дорийците, в хода на т.нар. Тъмни векове на Гърция.
Останка от дорийския диалект е цаконският език. Според някои изследователи, това не е реално употребявано наречие в разговорния език, а литературен стил, характерен за епическата поезия. Също така негов наследник се смята и разпространения на места в Италия диалект грико.